# Hedychium champasakense
Hedychium champasakense är en enhjärtbladig växtart som beskrevs av Chayan Picheansoonthon och Wongsuwan. Hedychium champasakense ingår i släktet Hedychium och familjen Zingiberaceae. Inga underarter finns listade i Catalogue of Life.